# Левицький Андрій-Омелян
Леви́цький Андрій-Омеля́н (англ. Andrew Lewicky) (6 червня 1945, Обераудорф, Баварія, Німеччина) — лікар-офтальмолог, доктор медицини (M.D.), піонер рефракційної хірургії ока. Автор наукових праць з хірургії ока, розробив мікрохірургічний інструмент для оперативного лікування катаракти, відомий під назвою Anterior Chamber Maintainer. Член харитативної організації Orbis International, яка займається питаннями попередження й лікування сліпоти в світі. Член управи, від 1991 — голова Головної управи Українського лікарського товариства Північної Америки в Чикаґо, член низки медичних товариств у США.

## Життєпис
Андрій-Омелян Левицький народився 6 червня 1945 року в одному із таборів українських біженців в комуні Обераудорф землі Баварія. Його батько лікар Витовт-Юрій Левицький-Реґаля — випусник Львівської академічної гімназії (1921), навчався в Таємному українському університеті у Львові (1921—1922), університеті м. Ґрац, Австрія, (1923–25), завершив медичні студії у Варшавському університеті (1928), спеціалізувався з акушерства та гінекології. Мама Ірина з дому Антонович — також лікар. 1949 родина Левицьких емігрувала до США.
Після закінчення Оберлінського коледжу (Огайо) Андрій-Омелян Левицький навчався у Північно-Західному університеті (Іллінойс), медичні студії якого завершив 1970 року, здобувши послідовно ступені бакалавра та доктора медицини (M.D.). Доктор Левицький спеціалізувався з очної хірургії, пройшов інтернатуру та спеціалізовану ординатуру з офтальмології в пресвітеріанському медичному центрі Святого Луки університету Раша (англ. Rush University Medical Center) та в офтальмологічно-отоларингологічній університетській клініці Іллінойсу (англ. Illinois Eye and Ear Infirmary), де він працював старшим ординатором. Після цього два роки служив у Медичному корпусі Військово-морських сил США в званні лейтенант-командера.
Доктор Левицький є піонером рефракційної хірургії ока, виконавши 1981 року одну з перших процедур радіальної кератотомії. Початкову підготовку з рефракційної хірургії він отримав в Інституті мікрохірургії ока в Москві у визнаного засновника рефракційної хірургії професора Святослава Федорова.
Доктор Андрій-Омелян Левицький — знаний експерт і новатор з рефракційної хірургії ока, зокрема фемтосекундної лазерної, хірургії катаракти та хірургії рогівки, автор низки статей та розділів у медичній літературі на цю тему. Він розробив метод і запатентував мікрохірургічний інструмент, відомий під назвою Anterior Chamber Maintainer, який широко використовується в усьому світі. Доктор Левицький очолював Інститут офтальмології та як доцент викладав офтальмологію в медичній школі університету Раша в Чикаґо. Як запрошений професор, читав лекції та проводив операції в багатьох країнах світу. Поїздки доктора Левицького мали як освітній, так і гуманітарний характер, про що свідчить його участь у міжнародній благодійній організації Orbis International. Orbis International літає по всьому світу на своєму літаку DC-10, повністю обладнаному для проведення хірургічних операцій на очах, виконує свою доброчинну місію, навчаючи місцевих офтальмологів найсучаснішим методам хірургії очей та допомагаючи їм у відновленні зору пацієнтів. Викладацька діяльність доктора Левицького також полягає у виконанні щорічної функції як директора курсів Американської академії офтальмології та голови конференцій Joint Commission AHPO.
Доктор Левицький є дипломантом Американської ради офтальмологів, членом Американської академії офтальмології та членом престижної Американської колегії хірургів. Також він є партнером-засновником Чиказького очного інституту (англ. Chicago Eye Institute) та обраним почесним членом Національного довідника «Who's Who».
Андрій-Омелян Левицький активний у громадській діяльності української діаспори в США. Він був членом управи, а від 1991 року є головою Головної управи Українського лікарського товариства Північної Америки в Чикаґо. 1990 року брав участь у 2-му конгресі Світової федерації українських лікарських товариств в Україні, де виступив з доповіддю на тему: «Чи необхідні окуляри після усунення катаракти?»
Андрій-Омелян Левицький і його дружина Дарія (з дому Камінська) виховали трьох дітей: Христину, Марка й Юстину. Христина Левицька-Гаупп — доктор медицини, професор Чиказького університету, спеціаліст з урогінекології та реконструктивної тазової хірургії, автор більше ніж 85 наукових публікацій..

## Патенти
- U.S. Patent 4 331 130: Andrew O. Lewicky inventor. Securing device to the cornea to preventanterior chamber prolapse. May 25, 1982.
- U.S. Patent 4 340 037: Andrew O. Lewicky inventor. Method to prevent collapse of the anteriorchamber utilizing a terminal with eye engaging detents. July 20, 1982.

## Публікації
- A. Lewicky A.O. «The Evolution of the Anterior Chamber Maintainer», presented at the III International Conference on Advances in Ophthalmology, Mumbai, India, September 2000.
- Lewicky A.O. Trocar anterior chamber maintainer: Will it withstand the "test of time"? // Journal Cataract Refract Surgery. — 2016. — Т. 42, вип. 8 (1 серпня). — С. 1246. — DOI:10.1016/j.jcrs.2016.06.026.